# Anoka
Anoka város az USA Minnesota államában. Lakosainak száma 17 921 fő (2020. április 1.).

## Népesség
A település népességének változása:

| 2010 | 17 142 |
| 2020 | 17 921 |